# Tres brujas

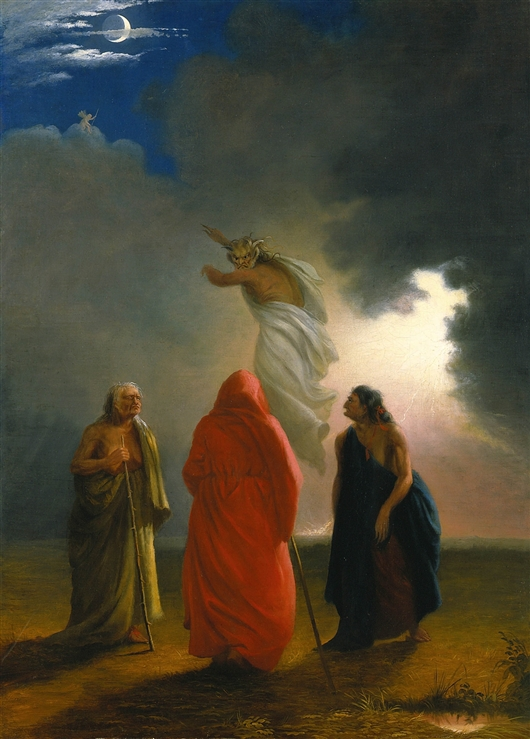
Tres brujas (escena de Macbeth) de William Rimmer

Las tres brujas de Shakespeare son profetisas que saludan a Macbeth al principio de la obra epónima y predicen su ascenso al trono. Luego de matar al rey Duncan y ganar el trono de Escocia, Macbeth les escucha otra profecía que anuncia de forma ambigua su caída. Las brujas, con su aspecto "inmundo" y su aparente regodeo ante las tragedias humanas, contribuyen a establecer el tono siniestro de la obra.
Los artistas del siglo XVIII, incluidos Henry Füssli y William Rimmer, representaron a las brujas de diversas formas, al igual que muchos directores de cine desde entonces. 

## Orígenes

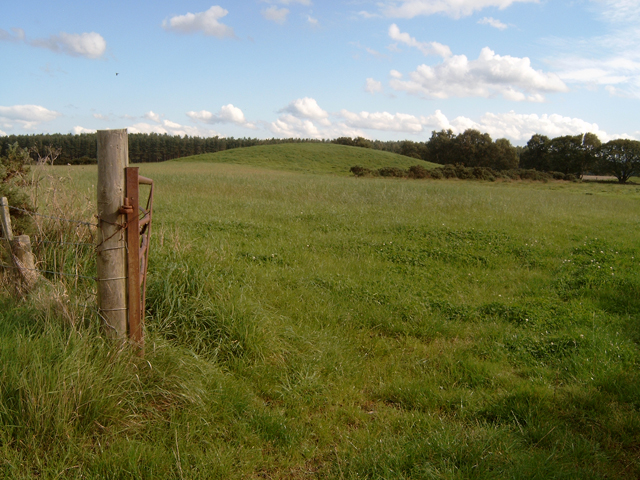
Macbeth's Hillock, cerca del castillo de Brodie, se identifica tradicionalmente como el "páramo maldito" donde Macbeth y Banquo encontraron por primera vez a las "hermanas fatídicas".

El nombre "hermanas fatídicas" (weird sisters) se encuentra en la mayoría de las ediciones modernas de Macbeth. Sin embargo, el texto del Primer folio dice:
Las hermanas descarriadas, que van de la mano (The weyward Sisters, hand in hand).
En escenas posteriores del Primer folio, las brujas se describen como "descarriadas", pero nunca "fatídicas". La denominación moderna de "hermanas fatídicas" se deriva de las Crónicas originales de Holinshed. Sin embargo, la ortografía del inglés moderno solo comenzaba a fijarse en la época de Shakespeare y también la palabra weird (del inglés antiguo wyrd, destino) tenía connotaciones más allá de la connotación común moderna de "extraño". Una nota etimológica de Wiktionary incluye esta observación:
"[La palabra] quedó en desuso en inglés en el siglo XVI. Se mantuvo en lengua escocesa, de donde Shakespeare la tomó prestada para bautizar a sus "hermanas fatídicas", reintroduciéndola así en el léxico inglés. Las acepciones de "anormal", "extraño", etcétera, surgieron a través de la reinterpretación de "Weird Sisters" y son posteriores a dicha recuperación".

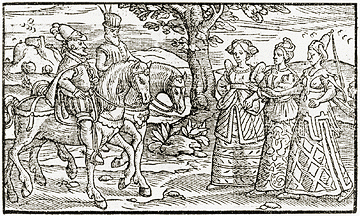
Macbeth, Banquo y las brujas, ilustración de Holinshed Chronicles

Una de las principales fuentes de Shakespeare es el relato de Holinshed (1587) sobre el rey Duncan. Holinshed describió el encuentro del futuro rey Macbeth de Escocia y su compañero Banquo
"tres mujeres con atuendos extraños y salvajes, que se asemejan a criaturas del mundo antiguo" que saludan a los hombres con brillantes profecías y luego desaparecen "inmediatamente fuera de su vista" ("three women in strange and wild apparell, resembling creatures of elder world" who hail the men with glowing prophecies and then vanish "immediately out of their sight").
Holinshed informó que
"la opinión común era que estas mujeres eran las "Weird Sisters", es decir ... las diosas del destino, o bien algunas de las ninfas o hadas dotadas del conocimiento de la profecía por su nigromancia".
Otra fuente principal fue la Daemonologie del rey Jacobo VI  publicada en 1597, que incluía un folleto de noticias titulado Newes from Scotland que detallaba los infames juicios de brujas de North Berwick de 1590. Este juicio no solo tuvo lugar en Escocia, sino que las brujas involucradas confesaron haber intentado usar la brujería para provocar una tempestad y sabotear el barco en el que viajaban el rey Jacobo y la reina de Escocia durante su viaje de regreso desde Dinamarca. Las tres brujas discuten el aumento de los vientos en el mar en los primeros versos del primer acto, tercera escena.

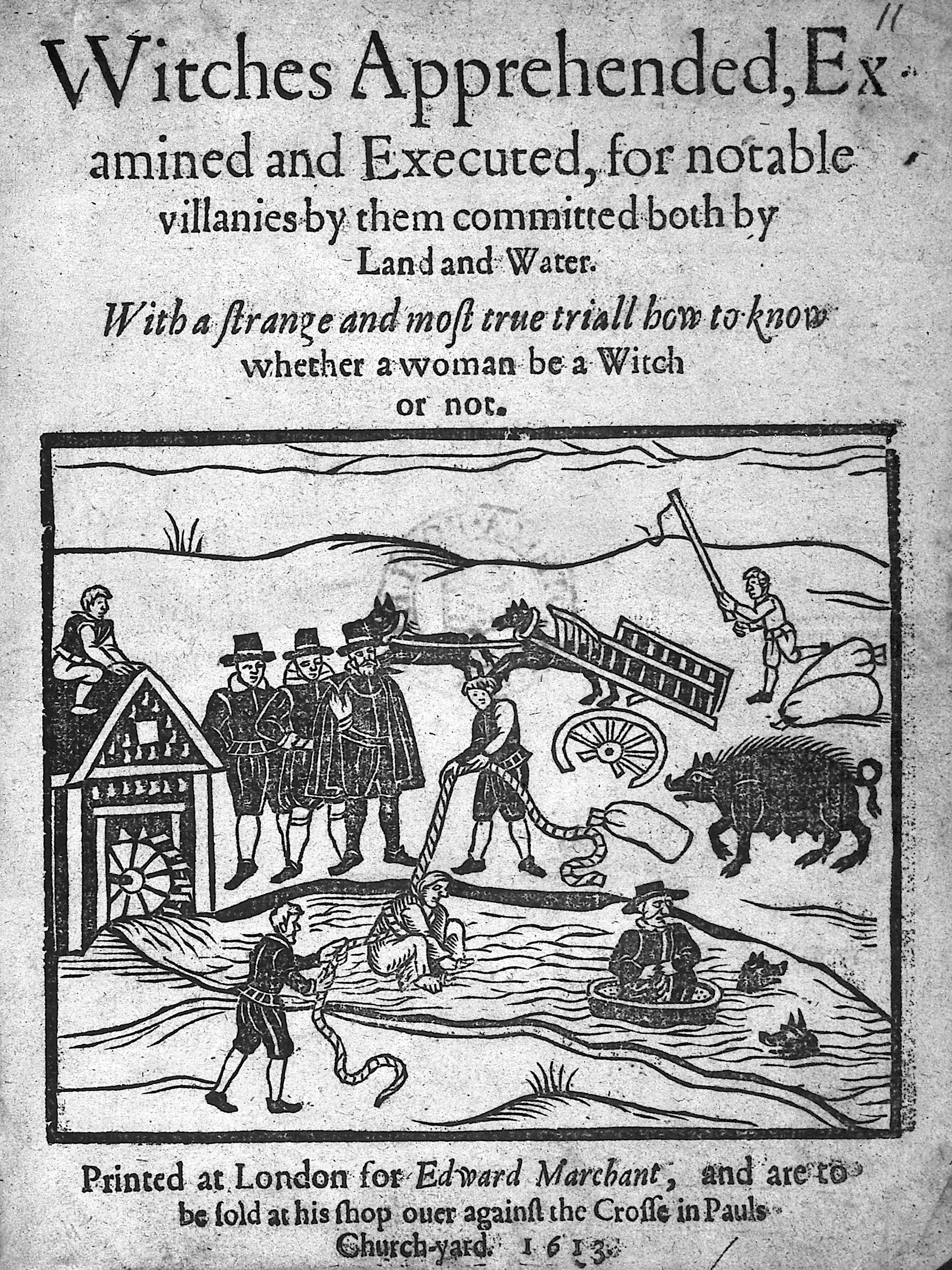
Un folleto en inglés de 1613 que muestra "Brujas detenidas, examinadas y ejecutadas"

El folleto de noticias dice:
Además, confesó que en el momento en que su Majestad estaba en Dinamarca, acompañada de las personas antes mencionadas, tomó un gato y lo bautizó, y luego ató a cada parte de ese gato, las partes de un hombre muerto, y varias articulaciones de su cuerpo, y que en la noche siguiente dicho gato fue transportado al medio del mar por todas estas brujas que navegaban en sus acertijos o Cues (?) como se ha dicho anteriormente, y así dejaron a dicho gato justo frente a la ciudad de Leith en Escocia:
Hecho esto, se levantó tal tempestad en el mar, como nunca se ha visto mayor, tempestad que fue la causa de la pérdida de un bote o embarcación que venía del pueblo de Brunt Island a la ciudad de Leith, en los cuales había muchas joyas y ricos obsequios, que deberían haber sido presentados a la actual reina de Escocia, en la llegada de su Majestad a Leith. Nuevamente se confiesa, que el dicho bautizado gato fue la causa de que la nave de su majestad al salir de Dinamarca, tuviera viento contrario al resto de sus naves, a pesar de estar entonces en su compañía, cosa que fue la más extraña y verdadera, como refiere la Daemonologie, Noticias de Escocia, de su Majestad el Rey

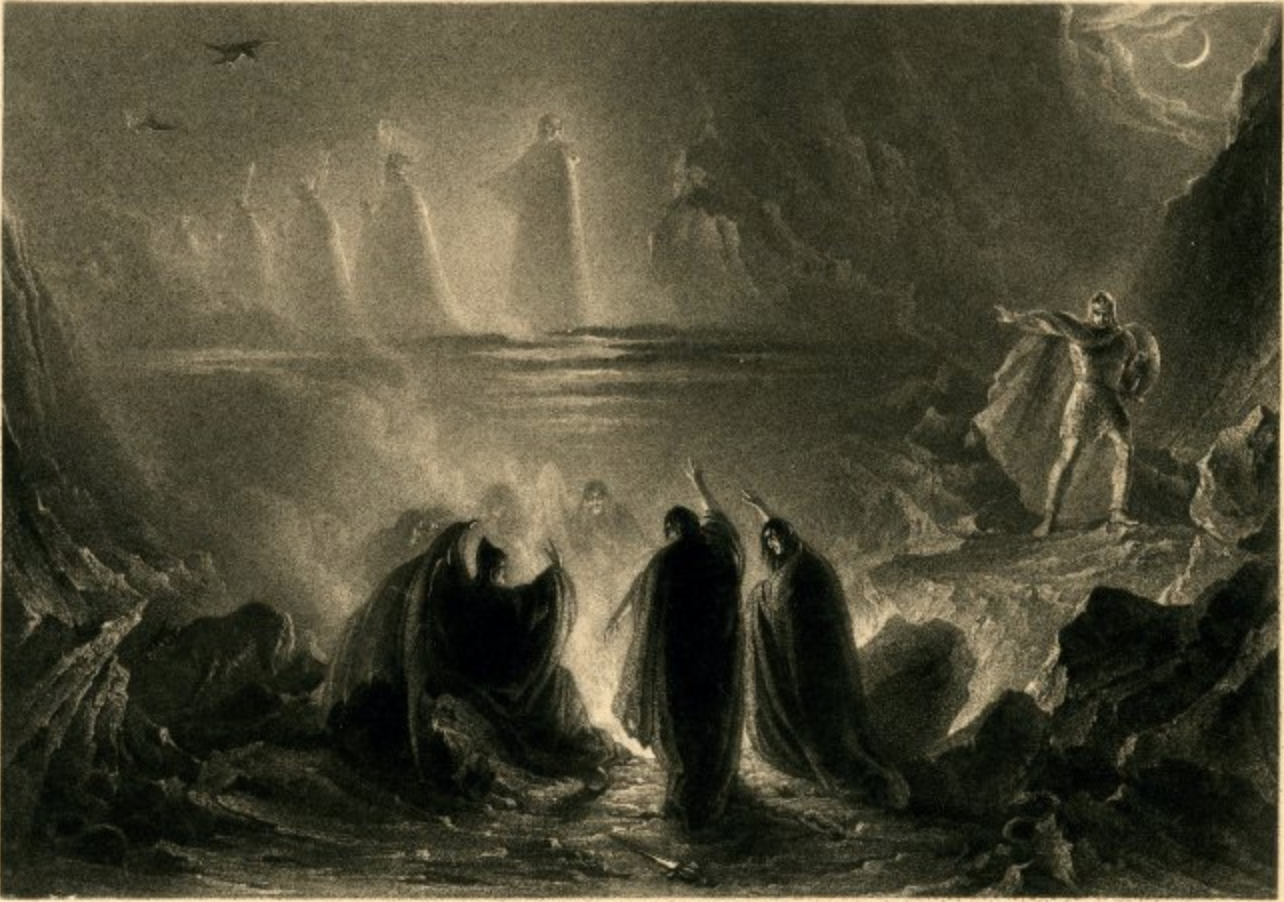
Tres brujas, MacBeth, de Jacobo Henry Nixon, Museo Británico (1831)

El concepto de las tres brujas en sí puede haber sido influenciado por un poema escáldico en nórdico antiguo, en el que doce valquirias tejen y eligen quién será asesinado en la Batalla de Clontarf (luchada en las afueras de Dublín en 1014)
La creación de Shakespeare de las tres brujas también puede haber sido influenciada por una ley contra la brujería aprobada por el rey Jacobo nueve años antes, que permanecería intacta durante más de 130 años. "Así el inventario de 'ingredientes'” para el caldero de las brujas en Macbeth, no es sólo producto del folclor, sino del registro erudito de todas estas prácticas que remiten a las [...]formas de brujería. La descripción de los dedos, labios y barbas de las brujas, por ejemplo, no se encuentran en Holinshed.
Macbeth's Hillock cerca de Brodie, entre Forres y Nairn en Escocia, ha sido identificado durante mucho tiempo como el lugar del encuentro mítico de Macbeth y las brujas.  Tradicionalmente, se cree que Duncan y Macbeth vivían en Forres.
Sea como fuere, Coleridge propuso que las tres hermanas fatídicas deberían verse como figuras ambiguas, que nunca se llaman a sí mismas "brujas", ni son llamadas así por otros personajes de la obra. Además, fueron representadas como más limpias que sucias, tanto en el relato de Holinshed como en la descripción de un asistente de teatro contemporáneo, Simon Forman.

## Papel dramático

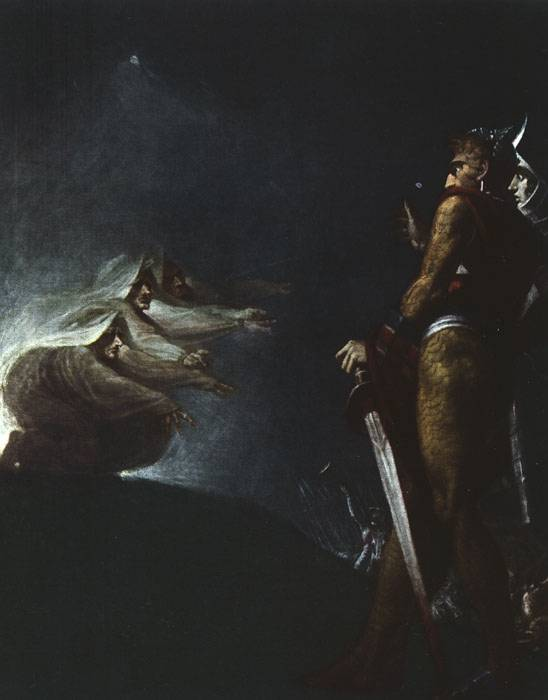
Macbeth y Banquo con las brujas de Johann Heinrich FüssliHeinrich Füssli.

Las tres brujas aparecen por primera vez en el primer acto, donde acuerdan reunirse más tarde con Macbeth. Saludan a Macbeth con la profecía de que será thane de Cawdor y rey, y a su compañero, Banquo, con la de que engendrará una línea de reyes. Las profecías tienen un gran impacto en Macbeth. Como la audiencia se entera más tarde, ha considerado usurpar el trono de Escocia.
Se cree que varios momentos no shakespearianos se introdujeron en Macbeth en algún momento, probablemente en 1618 . Estos incluyen los actos 3, escena 5 y acto 4, escena 1, ℓℓ 39–43 y ℓℓ 125–132, así como dos canciones.
en acto 3, escena 5 (se cree que no fue escrito por Shakespeare) las brujas aparecen a continuación y son reprendidas por Hécate por tratar con Macbeth sin su participación. Hecate ordena al trío que se congregue en un lugar prohibido donde Macbeth las buscará.
En el acto 4, escena 1, las brujas se reúnen y producen una serie de visiones siniestras para Macbeth que anuncian su caída. La reunión termina con un "espectáculo" de Banquo y sus descendientes reales. Las brujas luego desaparecen.

## Análisis
Las tres brujas representan el mal, la oscuridad, el caos y el conflicto, mientras que su papel es el de agentes y testigos. Parecen tener un sentido distorsionado de la moralidad, considerando que actos aparentemente terribles son morales, amables o correctos, como ayudarse unas a otras para arruinar el viaje de un marinero. Su presencia anuncia traición y muerte inminente. Durante la época de Shakespeare, las brujas eran vistas como peores que rebeldes, "las traidoras y rebeldes más notorias que pueden existir". No solo eran traidoras políticos, sino también espirituales. Gran parte de la confusión que surge de ellas proviene de su capacidad para traspasar los límites de la obra entre la realidad y lo sobrenatural. Están tan profundamente arraigadas en ambos mundos que no está claro si controlan el destino o si son simplemente sus agentes. Desafían la lógica, al no estar sujetas a las reglas del mundo real.
Los versos de las brujas en el primer acto:
"Bello es feo y feo es bello. Flota en bruma y aire sucio"
a menudo se dice que establecen el tono para el resto de la obra al crear una sensación de confusión moral. De hecho, la obra está llena de situaciones en las que el mal se representa como bueno, mientras que el bien se torna malo. La línea "Doble, doble trabajo y problemas" "Double, double toil and trouble", a menudo sensacionalizada hasta el punto de perder significado, comunica claramente la intención de las brujas: solo buscan aumentar los problemas para los mortales en torno suyo.
Aunque las brujas no le dicen directamente a Macbeth que mate al rey Duncan, usan una forma sutil de tentación cuando le informan a que está destinado a ser rey. Al colocar este pensamiento en su mente, lo guían efectivamente en el camino hacia su propia destrucción. Esto sigue el patrón de tentación atribuido al diablo en la imaginación contemporánea: se creía que el diablo era un pensamiento en la mente de una persona, que él o ella podía satisfacer o rechazar. Macbeth se sucumbe a la tentación, mientras que Banquo la rechaza.
Al igual que Lady Macbeth, que invoca a los espíritus para trascender su género y convertir el cariñoso amor maternal en una violencia despiadada, las brujas simbolizan, por un lado, una feminidad demonizada o diabólica que actúa como catalizadora del regicidio y de los nuevos crímenes y fechorías de la protagonista, pero por otro lado al mismo tiempo representa una amenaza o peligro mortal para el orden o gobierno patriarcal.

## Actuación

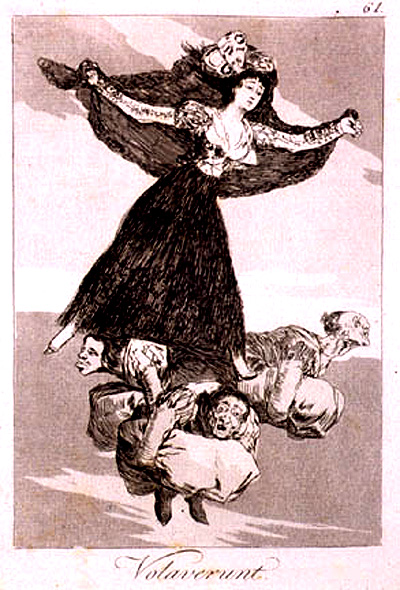
Volaverunt de Francisco Goya

### Inserciones de Davenant
En una versión de Macbeth de William Davenant (1606-1668), se agregó una escena en la que las brujas le predicen a Macduff y a su esposa su futuro, así como varios versos para los dos antes de la entrada de Macbeth en el acto 4. La mayoría de estos versos fueron tomados directamente de la obra de teatro La bruja de Thomas Middleton. David Garrick mantuvo estas escenas añadidas en su versión del siglo XVIII.

### La sátira política de Walpole
Horace Walpole creó una parodia de Macbeth en 1742 titulada The Dear Witches en respuesta a los problemas políticos de su época. Las brujas en su obra son interpretadas por tres mujeres comunes que influencian los eventos políticos en Inglaterra a través del matrimonio y el patrocinio, y manipulan las elecciones para que Macbeth sea nombrado tesorero y conde de Bath. En la escena final, las brujas se reúnen alrededor de un caldero y cantan "Doble, doble, esfuerzo y problemas / las fiestas arden y las tonterías burbujean" ("Double, double, Toil and Trouble / parties burn and Nonsense bubble"). En su brebaje arrojan cosas como "Juicio de un joven sin barba" e "Hígado de un renegado". Toda la obra es un comentario sobre la corrupción política y la locura que caracterizaron al período.

### El "Macbeth vudú" de Welles

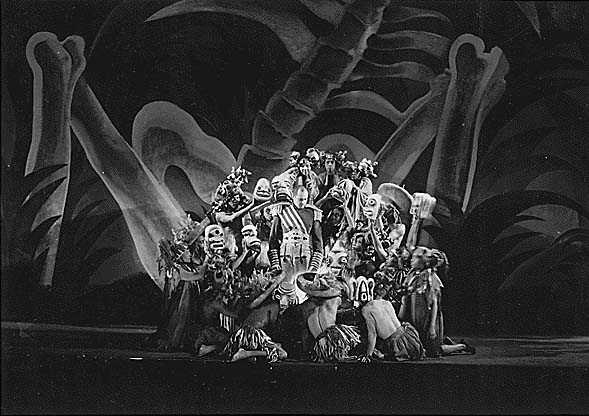
Macbeth en la escenificación de Orson Welles (1935) con el Negro Unit Ensemble del Federal Theatre Project

La película Macbeth de Orson Welles presenta, según Susan McCloskey, a las brujas como sacerdotisas vudú. Welles había presentado previamente el llamado "Voodoo Macbeth" en 1936 en la ciudad de Nueva York con un elenco completamente negro, y nuevamente en 1947 en Salt Lake City como parte del Festival del Centenario de Utah. Tomó prestados aspectos de ambas producciones para su adaptación cinematográfica. Al igual que en versiones anteriores, las mujeres son espectadoras del asesinato de Banquo, así como de la escena del sonambulismo de Lady Macbeth. Su papel en cada una de estas escenas sugiere que estuvieron detrás de la caída de Macbeth de una manera más directa que las representaciones originales de Shakespeare. Las mujeres alcanzan cada vez más poder a medida que avanza la obra, apareciendo en el bosque en la primera escena y en el castillo mismo al final.

### Las identidades secretas de las brujas de Marowitz e Ionesco
Charles Marowitz creó A Macbeth en 1969, una versión simplificada de la obra que requiere solo once actores. La producción sugiere fuertemente que Lady Macbeth está aliada con las brujas. Una escena la muestra guiando a los tres a un encantamiento a la luz del fuego.
En la versión satírica de Eugène Ionesco de la obra Macbett (1972), una de las brujas se quita un disfraz para revelar que ella es, de hecho, Lady Duncan y quiere ser la amante de Macbeth. Sin embargo, una vez que Macbeth es rey y se casan, ella lo abandona y revela que ella no fue Lady Duncan todo el tiempo, sino una bruja. La verdadera Lady Duncan aparece y denuncia a Macbeth como traidor.

### La adaptación de Felipe al español
El poeta y dramaturgo español León Felipe escribió una versión de la obra de Shakespeare en español (Macbeth o el asesino del sueño: Paráfrasis de la tragedia) que cambia significativamente el papel de las brujas, especialmente en la escena final. Tras la muerte de Macbeth, las tres brujas reaparecen en medio del viento y la tormenta, con los que se las ha asociado a lo largo de la obra, para reclamar su cadáver. Lo llevan a un barranco y gritan: "¡Macbeth! Macbeth! Macbeth! / ¡Tenemos una cita contigo en el Infierno!"
En la obra, también se conectan con un grabado de Francisco de Goya llamado Volaverunt, en el que tres figuras misteriosas vuelan por el aire y sostienen una figura femenina real más discernible.

## Otras representaciones

### En arte
Los dibujos contenidos en las Crónicas de Holinshed, una de las fuentes que usó Shakespeare al crear los personajes, los retratan como miembros de la clase alta. Llevan vestidos y peinados elaborados y parecen ser mujeres nobles cuando se acercan Macbeth y Banquo. Shakespeare parece haberse desviado bastante de esta imagen, haciendo las brujas (como dice Banquo):
"marchitas, y tan salvajes en su atuendo,
Que no se parecen a los habitantes de la tierra. . .
cada una a la vez con sus dedos cortos sobre  sus flacos labios,  Deberían ser mujeres,
y sin embargo vuestras barbas me impiden interpretar que lo sois." 
Las tres brujas de Macbeth han inspirado a varios pintores a lo largo de los años que han buscado capturar la oscuridad sobrenatural que rodea los encuentros de Macbeth con ellas. Por ejemplo, en el siglo XVIII, la creencia en las brujas había disminuido en el Reino Unido. Se pensaba que tales cosas eran simples historias de extranjeros, granjeros y católicos supersticiosos. Sin embargo, el arte que representaba temas sobrenaturales era muy popular.
Runciman
John Runciman, como uno de los primeros artistas en utilizar personajes de Shakespeare en su trabajo, creó un dibujo de tinta sobre papel titulado Las tres brujas en 1767-1768. En él, se muestran tres figuras antiguas en estrecha consulta, con las cabezas juntas y el cuerpo oculto. El hermano de Runciman creó otro dibujo de las brujas llamado The Witches show Macbeth The Apparitions, pintado alrededor de 1771-1772, que retrata la reacción de Macbeth al poder de la visión conjurada por las brujas. El trabajo de ambos hermanos influyó en muchos artistas posteriores al sacar a los personajes del entorno teatral familiar y colocarlos en el mundo de la historia.
Füssli

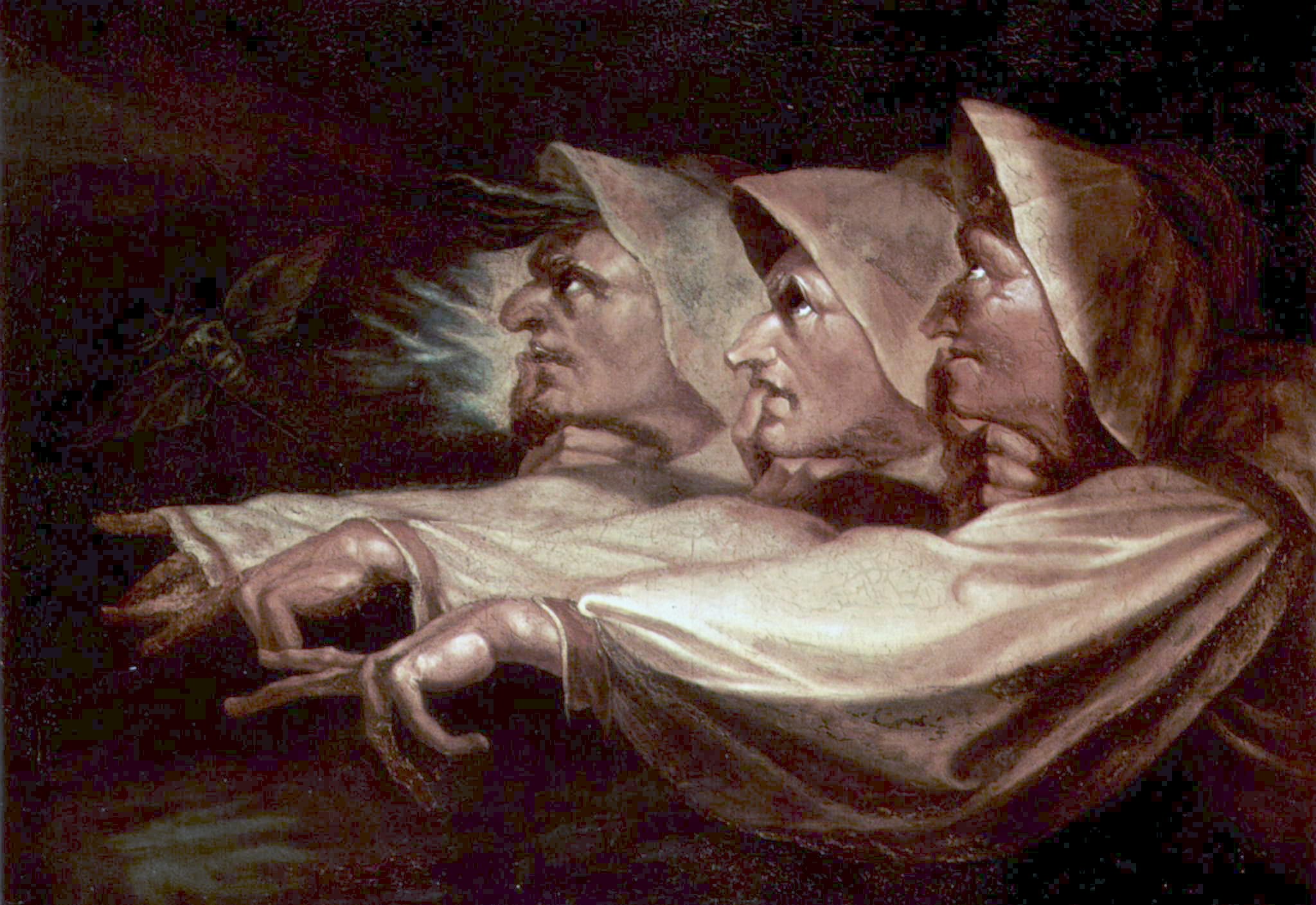
Pintura de 1783 de Henry Füssli

Johann Heinrich Füssli crearía más tarde una de las representaciones más famosas de las tres brujas en 1783, titulada The Weird Sisters o The Three Witches . En él, las brujas están alineadas con sus rostros de perfil, y miran dramáticamente a algo a su izquierda. Esta pintura fue parodiada por Jacobo Gillray en 1791 en Weird Sisters, Ministros de la Oscuridad, Secuaces de la Luna. Tres figuras están alineadas con el rostro de perfil de manera similar a la pintura de Füssli. Sin embargo, las tres figuras son reconocibles como Lord Dundas (el ministro del Interior en ese momento), William Pitt (primer ministro) y Lord Thurlow (Lord Chancellor). Los tres están frente a una luna, que contiene los rostros perfilados de Jorge III y la reina Carlota . El dibujo pretende resaltar la locura del rey Jorge y la inusual alianza de los tres políticos.
Füssli creó otras dos obras que representan a las brujas para una galería de arte de Dublín en 1794. El primero, titulado Macbeth, Banquo y las tres brujas, fue una frustración para él. Sus pinturas anteriores de escenas de Shakespeare se habían realizado en lienzos horizontales, dando al espectador una imagen de la escena que era similar a lo que se habría visto en el escenario. Woodmason solicitó pinturas verticales, reduciendo el espacio con el que podía trabajar Füssli. En esta pintura en particular, usa relámpagos y otros efectos dramáticos para separar a Macbeth y Banquo de las brujas más claramente y comunicar cuán poco natural es su encuentro. Macbeth y Banquo están visiblemente aterrorizados, mientras que las brujas están sentadas con confianza en lo alto de un montículo. Las siluetas del ejército victorioso de Macbeth se pueden ver celebrando en el fondo, pero la falta de espacio requiere la eliminación del paisaje abierto y árido que se ve en las pinturas anteriores de Füssli para la Galería Boydell Shakespeare de la misma escena. 

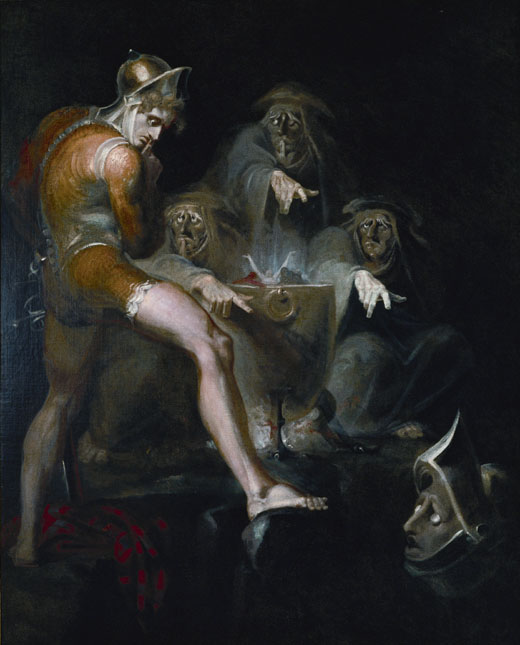
Macbeth y la cabeza armada de Füssli

La otra pintura de Füssli, Macbeth and the Armed Head, representa una escena posterior en la que se le muestra a Macbeth Macduff y se le advierte que tenga cuidado con él. Füssli evidentemente pretendía yuxtaponer las dos pinturas. Dijo al respecto: "Cuando Macbeth se encuentra con las brujas en el brezal, es terrible, porque no esperaba la visita sobrenatural, pero cuando va a la cueva para averiguar su destino, ya no es un tema de terror". Füssli eligió hacer de Macduff una figura semejante al propio Macbeth, y consideró que la pintura era una de las más poéticas en ese sentido, preguntando:
"'¿Qué sería un objeto de mayor terror para ti si, una noche al ir a casa, te encontraras sentado en tu propia mesa... no causaría esto una poderosa impresión en tu mente?"

### En la música
Giuseppe Verdi

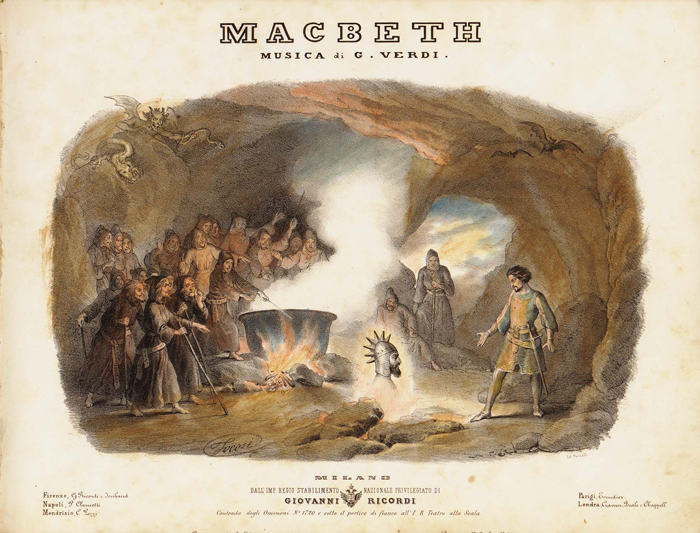
Encuentro de Macbeth con las brujas

Al menos quince óperas se han basado en Macbeth, pero solo una se representa regularmente en la actualidad. Se trata de Macbeth, compuesta por Giuseppe Verdi con libreto de Francesco Maria Piave y estrenada en Florencia en 1847. En la obra, las tres brujas se han convertido en un coro de al menos dieciocho cantantes, divididos en tres grupos. Cada grupo entra por separado al comienzo de la ópera para la escena con Macbeth y Banquo, después de la partida de los hombres, tienen un coro de triunfo que no deriva de Shakespeare. Reaparecen en el tercer acto, cuando evocan las tres apariciones y la procesión de reyes. Cuando Verdi revisó la ópera para su representación en París en 1865, añadió un ballet (rara vez representado en la actualidad) a esta escena. En él, Hécate, un personaje que no baila, mima instrucciones a las brujas antes de un baile final y la llegada de Macbeth.
Henry Purcell
En la ópera Dido y Eneas de Henry Purcell con libreto de Nahum Tate, la maga se dirige a las dos hechiceras como "hermanas fatídicas", identificándolas a las tres con el destino, así como con las malévolas brujas de Macbeth de Shakespeare.

### En la literatura
Bram Stoker
En Drácula, Johnathan Harker y van Helsing denominan a tres mujeres vampiro que viven dentro del castillo de Drácula como las "hermanas fatídicas", aunque se desconoce si Bram Stoker pretendía que citaran intencionalmente a Shakespeare. La mayoría de los medios en estos días simplemente se refieren a ellas como las Novias de Drácula, probablemente para diferenciar a los personajes.
Terry Pratchett
En Wyrd Sisters, una novela de fantasía del Mundodisco de Terry Pratchett, se presentan estas tres brujas y el Globe Theatre ahora llamado "The Disc".

### En el cine
Orson Welles
Orson Welles creó una versión cinematográfica de la obra en 1948, a veces llamada Übermensch Macbeth, que alteró los roles de las brujas al hacer que crearan un muñeco vudú de Macbeth en la primera escena. Los críticos toman esto como una señal de que controlan completamente sus acciones a lo largo de la película. Se escuchan sus voces, pero nunca se ven sus rostros, y llevan bastones bifurcados como oscuros paralelos a la cruz celta. La voz en off de Welles en el prólogo los llama "agentes del caos, sacerdotes del infierno y la magia". Al final de la película, cuando terminan su trabajo con Macbeth, le cortan la cabeza a su muñeco vudú. :  129-130 
Akira Kurosawa

Akira Kurosawa: Trono de sangre

Trono de sangre (Throne of Blood), una versión japonesa filmada en 1958 por Akira Kurosawa, reemplaza a las tres brujas con el Espíritu del Bosque, una vieja bruja que se sienta en su rueca, atrapando simbólicamente al equivalente de Macbeth, Washizu, en la red de su propia ambición. Vive fuera de "El castillo de la telaraña", otra referencia al enredo de Macbeth en su trampa. :  130-131  Detrás de su choza, Washizu encuentra montones de huesos podridos. La bruja, la rueca y los montones de huesos son referencias directas a la obra Noh Adachigahara (también llamada Kurozuka), uno de los muchos elementos artísticos que Kurosawa tomó prestados del teatro Noh para la película.
Roman Polanski
La versión cinematográfica de Macbeth de Roman Polanski de 1971 contiene muchos paralelismos con su vida personal en sus representaciones gráficas y violentas. Su esposa Sharon Tate había sido asesinada dos años antes por Charles Manson y tres mujeres. Muchos críticos vieron esto como un claro paralelo con los asesinatos de Macbeth a instancias de las tres brujas dentro de la película.
Billy Morrissette
Scotland, PA, una película de parodia de 2001 dirigida por Billy Morrissette, ambienta la obra en un restaurante en la década de 1970 en Pensilvania. Las brujas son reemplazadas por tres hippies que le dan a Joe McBeth sugerencias y profecías inducidas por las drogas a lo largo de la película usando una Bola 8 Mágica. Después de que McBeth haya matado a su jefe, Norm Duncan, uno de ellos sugiere: "¡Lo tengo! ¡Mac debería matar a toda la familia de McDuff!". Otro hippie responde sarcásticamente: "¡Oh, eso funcionará! Tal vez hace mil años. No puedes andar matando a todo el mundo".
Joel Coen
En la película de 2021 de Joel Coen La tragedia de Macbeth, la actriz británica Kathryn Hunter interpreta a las tres brujas. Aunque generalmente se la representa como tres personalidades dentro de un solo cuerpo, hay varias situaciones en los que la bruja se divide en tres figuras distintas. Hunter trabajó extensamente con Coen para desarrollar una fisicalidad para las brujas, describiéndolas como formas intermedias, entre mujeres y cuervos (los cuervos también se muestran con frecuencia volando).

### En la televisión
El episodio de Doctor Who "The Shakespeare Code" (2007) presenta la inspiración para las tres brujas, miembros de una especie alienígena llamada Carrionitas. A diferencia de los humanos o los Señores del Tiempo, la ciencia carrionita se basa en palabras en lugar de números, por lo que su "brujería" es en realidad tecnología avanzada.
La serie de Netflix de la década de 2010, Chilling Adventures of Sabrina, muestra a tres brujas adolescentes llamadas Prudence, Agatha y Dorcas, a las que se hace referencia como las Weird Sisters.

### En juegos de computadora
En el juego de computadora The Witcher 3: Wild Hunt (2015), aparecen las Three Crones of Crookback Bog, conocidas como las "damas del bosque" o "las buenas damas", llamadas Whispess, Brewess y Weavess. Representadas como mujeres ancianas y gravemente deformadas que ejercen una magia antigua y poderosa, son personajes maliciosos, capaces de cambiar de forma y plantear desafíos a los protagonistas del juego. Dentro de la primera mitad del juego, confrontan a la figura titular con una profecía sobre su mal destino, insinuando el resultado del juego si el jugador falla en la búsqueda general.

## Influencia
Samuel Beckett
Come and Go, una obra breve escrita en 1965 por Samuel Beckett, recuerda a las tres brujas. La obra presenta solo tres personajes, todas mujeres, llamadas Flo, Vi y Ru. La línea de apertura: "¿Cuándo nos vimos los tres por última vez?"  recuerda el "¿Cuándo nos volveremos a encontrar los tres?" del primer acto de Macbeth.
Rebecca Reisert
La tercera bruja, una novela de 2001 escrita por Rebecca Reisert, cuenta la historia de la obra a través de los ojos de una joven llamada Gilly, una de las brujas. Gilly busca la muerte de Macbeth como venganza por matar a su padre.
J. K. Rowling
JK Rowling ha citado a las tres brujas como una influencia en su serie de Harry Potter . En una entrevista con The Leaky Cauldron y MuggleNet, cuando se le preguntó: "¿Qué pasa si [ Voldemort ] nunca hubiera escuchado la profecía?", ella dijo: "Es la idea de 'Macbeth'. Absolutamente adoro 'Macbeth'. Es posiblemente mi obra favorita de Shakespeare. Y esa es la pregunta ¿no? Si Macbeth no hubiera conocido a las brujas, ¿habría matado a Duncan? ¿Habría pasado algo de eso? ¿Estaba predestinado o él hizo que sucediera? Creo que él hizo que sucediera". En su sitio web, se refirió nuevamente a Macbeth al hablar de la profecía: "la profecía (como la que las brujas le hacen a Macbeth, si alguien ha leído la obra del mismo nombre) se convierte en el catalizador de una situación que nunca hubiera ocurrido si no se había hecho".
La banda sonora de la tercera película de Harry Potter presenta una canción de John Williams llamada "Double Trouble", una referencia a la línea de las brujas, "Double double, toil and trouble". La letra fue adaptada de la frase de las tres brujas en la obra. De manera más divertida, Rowling también inventó una banda musical popular en el mundo mágico llamada The Weird Sisters que aparece de pasada en varios libros de la serie, así como en la adaptación cinematográfica de Harry Potter y el cáliz de fuego.